# Elitisme
Elitisme betegner kulturer, ideologier og politiske systemer, hvor magten ligger hos en elite.
Elite kan i denne sammenhæng forstås ret bredt og kan eksempelvis være den gruppe der har størst militær eller økonomisk magt, eller dem der har den bedste uddannelse eller faglige ekspertise. Man skelner mellem klassisk og moderne elitisme. Den klassiske elitisme opstod som reaktion på egalitære teorier. Den hævder at demokrati er en illusion, og at et elitært styre derfor ikke kan undgås, fordi det at opnå magt altid kræver, at man har gode færdigheder. Den moderne elitisme indebærer, at der er flere modstridende eliter, der konkurrerer om magten. 
I starten af det 20. århundrede formulerede den Østrigske økonom Joseph Schumpeter hvad han betegnede som "demokratisk elitisme".